# Galaktitol 2-dehidrogenaza
Galaktitol 2-dehidrogenaza (EC 1.1.1.16, galaktitolna 2-dehidrogenaza, dulcitol dehidrogenaza) je enzim sa sistematskim imenom galaktitol:NAD+ 2-oksidoreduktaza. Ovaj enzim katalizuje sledeću hemijsku reakciju
galaktitol + NAD+ {\displaystyle \rightleftharpoons } D-tagatoza + NADH + H+
Takođe konvertuje druge alditole koji sadrže L-treo-konfiguraciju pored primarne alkoholne grupe u šećerima.

## Literatura
- Nicholas C. Price; Lewis Stevens (1999). Fundamentals of Enzymology: The Cell and Molecular Biology of Catalytic Proteins (Third изд.). USA: Oxford University Press. ISBN 019850229X.
- Eric J. Toone (2006). Advances in Enzymology and Related Areas of Molecular Biology, Protein Evolution (Volume 75 изд.). Wiley-Interscience. ISBN 0471205036.
- Branden C; Tooze J. Introduction to Protein Structure. New York, NY: Garland Publishing. ISBN 0-8153-2305-0.
- Irwin H. Segel. Enzyme Kinetics: Behavior and Analysis of Rapid Equilibrium and Steady-State Enzyme Systems (Book 44 изд.). Wiley Classics Library. ISBN 0471303097.

## Spoljašnje veze
- Galactitol+2-dehydrogenase на 